# Hyalurga melania
Hyalurga melania là một loài bướm đêm thuộc phân họ Arctiinae, họ Erebidae.